# René Fould
Pour les autres membres de la famille, voir Famille Fould.
René-Auguste Fould (12 août 1875, Nancy - 11 mai 1961, Paris) est un industriel français.

## Biographie
Fils d'Alphonse Fould (1850-1913), maître de forges et censeur de la Banque de France de Nancy, et d'Ernestine Dupont, il épouse à Paris en 1900 Esther Lazard, fille de Simon Lazard, cofondateur de la Banque Lazard. Il est le père d'Émile Fould, ainsi que le neveu d'Eugène Pereire et le beau-frère de Paul Helbronner, marié à sa sœur Hélène Fould.
Sorti ingénieur de l'École centrale Paris (Promo 1898), il intègre la société paternelle, dont il gravit les différents échelons.
Durant la Première Guerre mondiale, il sert comme capitaine d'artillerie et est grièvement blessé en 1918, puis est nommé chef d'escadron et affecté au ministère de l'Armement.
Il devient président et administrateur délégué de la Société des hauts fourneaux, forges et aciéries de Pompey et de la Compagnie industrielle et financière de Pompey, fondées par son père. Arrêté par la gestapo en janvier 1943, il est écarté avec sa famille de la direction en 1941 en raison de sa judéité. Il récupère sa place à la Libération.
Bénéficiant notamment de la proximité familiale avec les Pereire, il est président-directeur général des Chantiers de Penhoët, des Chantiers et Ateliers de Saint-Nazaire (1945-1955), des Chantiers de l'Atlantique (1955-1960) et de la Société transatlantique aérienne, vice-président des Ateliers et Chantiers de la Loire, de la Compagnie générale transatlantique et de la Compagnie générale aéropostale, ainsi qu'administrateur de nombreuses sociétés (Batignolles-Châtillon, Société des forges de l'Ouest, Société anonyme des ateliers d’aviation Louis Breguet, Chantiers réunis Loire-Normandie, Forges et boulonneries d'Ars-sur-Moselle, etc).
René Fould occupa une place prépondérante dans les organismes patronaux. Administrateur du Comité des forges de 1918 à 1940 et de l'Union des industries métallurgiques et minières (UIMM) à partir de 1931, il devient secrétaire de la Chambre syndicale des fabricants et des constructeurs de matériel pour chemins de fer et tramways en 1927 et président de la Chambre syndicale des constructeurs de navires et de machines marines jusqu'en 1956. En 1939, il devient l'un des vice-présidents de la vénérable Association de l'industrie et de l'agriculture françaises. Il est également membre du comité directeur du Conseil national du patronat français (CNPF) et de la Chambre syndicale de la sidérurgie française.
Il était vice-président du Salon nautique, président de l'Académie de Marine de 1949 à 1959 et président (1958) puis président d'honneur du Comité français de la Ligue Européenne de Coopération Economique (en) (LECE). Il est aussi membre du comité supérieur du Centre des hautes études américaines.
Il est inhumé au cimetière du Père-Lachaise (7e division).

## Publications
- La Crise de la construction navale, 1930
- La Construction navale française d'hier et de demain, 1949
- L'Industrie de la construction navale française, 1955

## Sources
- Thery, Éloge de Monsieur René Fould, 1961
- Ernest Mercier, Notice sur les services exceptionnels de Monsieur René Fould, 1955
- Hervé Joly, Danièle Fraboulet, Patrick Fridenson, Alain Chatriot, Dictionnaire historique des patrons francais
- Henri Temerson, ""Biographies des principales personnalités françaises décédées au cours de l'année 1961, 1962
- Henry Coston, Dictionnaire des dynasties bourgeoises et du monde des affaires, 1975
- Collectif, Dictionnaire historique des patrons français, Flammarion, 2010, p. 293-295
- "René Fould (1875-1961)", Journal de la marine marchands et de la navigation aérienne, 18 mai 1961 ; No 2161, p. 999
- Cyril Grange, Une élite parisienne : les familles de la grande bourgeoisie juive (1870-1939): Les familles de la grande bourgeoisie juive (1870-1939), CNRS éditions, 2016